# Pursuit to Algiers
Pursuit to Algiers (en español: Persecución en Argel) es una película de intriga policiaca de Sherlock Holmes de 1945 dirigida por Roy William Neill y protagonizada por Basil Rathbone y Nigel Bruce. Es la decimosegunda de la serie de catorce películas de Sherlock Holmes que protagonizó la pareja.

## Sinopsis
Sherlock Holmes y el Dr. Watson reciben una críptica invitación. Intrigado, Holmes acepta y es recibido por el primer ministro de Rovenia, quien le ruega que escolte al Príncipe Nikolas a casa. Su padre ha sido asesinado y, como heredero, Nikolas es ahora el rey. Holmes acepta el encargo.
Se preparan para viajar en avión, pero el tamaño del mismo solo es suficiente para que viajen 2 personas: El Príncipe y Holmes, cuando Watson protesta, Holmes sugiere que lo siga en un barco de pasajeros con destino a Argel. Durante el viaje, Watson lee que el avión se ha estrellado en los Pirineos y que es poco probable que haya supervivientes, lo que le provoca una gran pena. Sin embargo, Holmes había cambiado los planes y había bajado del avión y está a bordo del barco con Nikolas. Le ordena a Watson que presente al príncipe a los demás pasajeros como su sobrino. 
Cuando los conspiradores se enteran de que el príncipe sigue vivo planean matarlo en el barco. En la parada en Lisboa, 3 asesinos suben a bordo con la misión de matar al príncipe. Un par de intentos de asesinato son frustrados por Sherlock Holmes, pero finalmente, los villanos logran secuestrar al príncipe cuando atracan en Argel, sólo para que Holmes revele que el "príncipe" era un señuelo; el verdadero príncipe se había hecho pasar por mayordomo del barco, escondido a plena vista todo el tiempo. El señuelo del príncipe es rescatado ileso más tarde.

## Reparto
- Basil Rathbone - Sherlock Holmes
- Nigel Bruce - Dr. Watson
- Marjorie Riordan - Sheila Woodbury
- Rosalind Ivan - Agatha Dunham
- Morton Lowry - Steward
- Leslie Vincent - Príncipe Nikolas/"Nikolas Watson"
- Martin Kosleck - Mirko